# Стамат Чучулигов
Стамат Апостолов Чучулигов е български миньор, кандидат-член на ЦК на БКП.

## Биография
Роден е на 28 февруари 1933 г. в ямболското село Голямо Крушево. От 1951 г. е подземен маневрист в рудник „Росен“, след това до 1953 г. е майстор-копач в „Бургаски медни мини“. От 1954 г. е член на БКП. През 1957 г. става бригадир на добивна миньорска бригада. С указ № 1972 от 22 август 1972 г. е обявен за герой на социалистическия труд. Член е на бюрото на Окръжния комитет на БКП в Бургас. От 4 април 1981 до 5 април 1986 г. е кандидат-член на ЦК на БКП. След като се пенсионира става партиен секретар на рудник „Върли бряг“. Награждаван е с „Орден на труда“ – сребърен (1962), „Георги Димитров“ (1965).